# Gouvernement Svinhufvud I
 (septembre 2023).
Si vous disposez d'ouvrages ou d'articles de référence ou si vous connaissez des sites web de qualité traitant du thème abordé ici, merci de compléter l'article en donnant les références utiles à sa vérifiabilité et en les liant à la section « Notes et références ».
République de Finlande
Setälä Paasikivi I
Le gouvernement de Pehr Evind Svinhufvud (en finnois : Svinhufvudin senaatti) ou aussi (en finnois : Svinhufvudin I hallitus) fut le premier gouvernement de la Finlande indépendante ; on l'appelait aussi à cette époque le Sénat de Finlande.
Il fonctionna du 27 mars 1917 au 27 mai 1918.
C'est ce gouvernement qui déclara l'indépendance de la Finlande le 4 décembre 1917, laquelle fut ratifiée par le Parlement le 6 décembre suivant.
À cause de la Guerre civile finlandaise, le gouvernement fonctionna à Vaasa du 29 janvier au 3 mai 1918, raison pour laquelle on parle parfois du Sénat de Vaasa.

## Composition
| Ministre                                                              | Période                   | Parti | Parti                   |
| --------------------------------------------------------------------- | ------------------------- | ----- | ----------------------- |
| Président du Sénat Pehr Evind Svinhufvud                              | 27 nov. 1917– 27 mai 1918 |       | Parti jeune finnois     |
| Responsable de la Justice Onni Talas                                  | 27 nov. 1917– 27 mai 1918 |       | Parti jeune finnois     |
| Responsable des Affaires Intérieures Arthur Castrén                   | 27 nov. 1917– 27 mai 1918 |       | Parti jeune finnois     |
| Responsable adjoint des Affaires Intérieures Alexander Frey           | 27 nov. 1917– 27 mai 1918 |       | Parti populaire suédois |
| Responsable des Affaires Financières Juhani Arajärvi                  | 27 nov. 1917– 27 mai 1918 |       | Parti vieux finnois     |
| Responsable des Affaires Religieuses et Educatives Emil Nestor Setälä | 27 nov. 1917– 27 mai 1918 |       | Parti jeune finnois     |
| Responsable des Affaires Agricoles Kyösti Kallio                      | 27 nov. 1917– 27 mai 1918 |       | Parti agraire           |
| Responsable adjoint des Affaires Agricoles Eero Yrjö Pehkonen         | 27 nov. 1917– 27 mai 1918 |       | Parti agraire           |
| Responsable du Transport et des Travaux publics Jalmar Castrén        | 27 nov. 1917– 27 mai 1918 |       | Parti jeune finnois     |
| Responsable du Commerce et de l'Industrie Heikki Gabriel Renvall      | 27 nov. 1917– 27 mai 1918 |       | Parti jeune finnois     |
| Responsable des Affaires Sociales Oskari Wilho Louhivuori             | 27 nov. 1917– 27 mai 1918 |       | Parti vieux finnois     |